# Club Atlético Acassuso
Il Club Atlético Acassuso, noto semplicemente come Acassuso, è una società calcistica argentina con sede nella città di San Isidro, nella provincia di Buenos Aires. Milita nella Primera B Metropolitana, la terza serie del calcio argentino.

## Stadio
L'Acassuso disputa le sue partite interne presso lo stadio La Quema, situato a Boulogne Sur Mer, località del partido di San Isidro.

## Palmarès

### Competizioni nazionali
- División Intermedia: 1

1928
- Tercera División: 1

1937
- Primera D: 2

1971, 2000-2001
- Primera C Metropolitana: 1

2006-2007

### Competizioni regionali
- Copa Municipalidad de Olavarría: 2008 (Amistoso)

### Altri piazzamenti
- Primera B:

Terzo posto: 2017-2018